# Proasellus albigensis
Proasellus albigensis är en kräftdjursart som först beskrevs av Guy Magniez 1965.  Proasellus albigensis ingår i släktet Proasellus och familjen sötvattensgråsuggor. Inga underarter finns listade i Catalogue of Life.